# Elton Mayo
George Elton Mayo, född 26 december 1880 i Adelaide, Australien, död 7 september 1949 i Guildford, England, var en psykolog, industriforskare och organisationsteoretiker som låg bakom Human Relations Movement och känd för Hawthorneexperimenten.